# Yitzchak Ginsburgh
Yitzchak Ginsburgh in ebraico  יצחק גינזבורג‎? (St. Louis, 14 novembre 1944), seguace del movimento Chabad Lubavitch e attualmente Rosh Yeshivah della Yeshivah Od Yosef Chai nell'insediamento israeliano di Yitzhar nella Cisgiordania, è il leader dell'organizzazione cabalistica "Gal Einai".

## Opere in inglese
- The Hebrew Letters: Channels of Creative Consciousness (1995,501 pp.)
- The Mystery of Marriage: How to Find Love and Happiness in Married Life (1999, 499 pp.)
- Awakening the Spark Within: Five Dynamics of Leadership That Can Change the World (2001, 200 pp.)
- Transforming Darkness Into Light: Kabbalah and Psychology (2002, 192 pp.)
- Rectifying the State of Israel: A Political Platform Based on Kabbalah (2002, 230 pp.)
- Living In Divine Space: Kabbalah and Meditation (2003, 288 pp.)
- Body, Mind, Soul: Kabbalah on Human Physiology, Disease and Healing (2004, 341 pp.)
- Consciousness & Choice: Finding Your Soulmate (2004, 283 pp.)
- The Art of Education: Integrating Ever-New Horizons (2005, 303 pp.)
- What You Need to Know About Kabbalah (2006, 190 pp.)
- Kabbalah and Meditation for the Nations (2007, 200 pp.)
- Anatomy of the Soul (2008, 144 pp.)
- A Sense of the Supernatural: Interpretation of Dreams and Paranormal Experiences (2008, 207pp.)

## Opere in ebraico
- Adamah Shamayim Tehom, 5759 (1999, 374 pp.)
- Ahava, 5771 (2010, 264 pp.)
- Al Yisrael Ga'avato, 5759 (1999, pp. 392)
- Ani L'Dodi, 5758  (1998, 188 pp.)
- Anochi V'HaYeladim, 5759  (1999, 126 pp.)
- B'Ita Achisheina, 5763  (2003, 372 pp.)
- Brit Hanisuin, 5757 (1997, 142 pp.)
- Chasdei David HaNe'emanim, 5764  (2004, 500-600 pp. cad., 5 voll.)
- Chatan Im Kallah, 5765  (2005, 354 pp.)
- Einayich Breichot B'Cheshbon,  5771 (2010, 288pp.)
- Eisa Einai, 5758  (1998, 412 pp.)
- El Olam Hakabala,  5768 (2008, 280 pp.)
- Emunah v'Muda'ut, 5759 (1999, 324 pp.)
- Guf Nefesh V'Neshama, 5767  (2007, 306 pp.)
- HaNefesh, 5767 (2007, 424 pp.)
- HaTeva HaYehudi, 5765  (2005, 250 pp.)
- Herkavta Enosh L'Rosheinu, 5744  (1984, 78 pp.)
- K'Matmonim Techapsena, 5768 (2008, 220 pp. cad. 2 voll.)
- Klal Gadol B'Torah, 5759  (1999, 202 pp.)
- Kumi Ori, 5766  (2006, 274 pp.)
- Lahafoch Et Hachoshech L'or,  5764 (2004, 204 pp.)
- Lechiyot B'Merchav HaEloki, 5767 (2007, 210 pp.)
- Lechiyot Im HaZman – Breishit, Shemot, 5770 (2010, ~300 pp. cad., 2 voll.)
- Lev Ladaat, 5750  (1990, 230 pp.)
- Maamarei HaRebbe MiLubavitch, 5769  (2009, 174 pp.)
- Maayan Ganim – Parshat HaShavua, 5762 (2002, ~220 pp. cad., 4 voll.)
- Machol HaKramim, 5767  (2007, 166 pp.)
- Malchut Yisrael, 5756  (2006, 1244 pp. 3 voll.)
- Melech B'Yofyo,  5766  (2006, 248 pp.)
- Mevo L'Kabbalat HaAriza”l, 5766  (2006, 330 pp.)
- Mivchar Shiurei Hitbonnenut, 5768  (2008, ~ 250 pp. cad. 9 voll.)
- Mudaut Tivit, 5759  (1999, 192 pp.)
- Nefesh Briah, 5764  (2004, 140 pp.)
- Or Yisrael, 5766  (2006, 768 pp.)
- Otiot Lashon HaKodesh, 5769  (2009, 480 pp.)
- Otzar HaNefesh, 5770  (2010, 254 pp. cad., 2 voll.)
- Panim El Panim, 5760  (2000, 312 pp.)
- Rucho Shel Mashiach, 5764  (2004, 440 pp.)
- Sha'arei Ahava V'Ratzon, 5756  (1996, 278 pp.)
- Shechinah Beinehem, 5752 (1992, 208 pp.)
- Shiurim B'Sefer Sod Hashem Lirei'av, 5771  (2010,  420 pp.)
- Shlosha Ketarim, 5770  (2010, 440 pp.)
- Sod Hashem Lirei'av, 5745  (1985, 572 pp.)
- Teshuvat HaShana, 5757  (1997, 316 pp.)
- Tikkun HaMedinah,5765  (2005, 196 pp.)
- Tom V'Daat, 5764  (2004, 418 pp.)
- Tzav HaSha'ah – Tipul Shoresh, 5761  (2001, 162 pp.)
- U'Mimena Yivashea, 5766 (2006, 146 pp.)
- Yayin Mesameach, 5764  (2004, 160 pp. cad., 5 voll.)
- Yayin Yitzchak, 5770  (2010, 476 pp.)